# The Muppets
The Muppets, o els Muppets (pronunciat màpets), és un grup de personatges de titelles coneguts per un estil còmic absurd i de varietats. Foren creats en 1955 per Jim Henson, sent Kermit the Frog el primer personatge. Des de 2004 formen part d'una franquícia de The Walt Disney Company que produeix pel·lícules, sèries de televisió, produccions musicals, llibres, i altres productes associats amb els personatges de The Muppet Show.
Els Muppets tenen el seu origen en la sèrie de televisió de curta durada Sam and Friends, que es va emetre de 1955 a 1961. Després d'aparèixer en programes nocturns d'entrevistes i en publicitat durant la dècada de 1960, els Muppets van començar a aparèixer en Barri Sèsam (des de 1969), i van aconseguir l'estatus de celebritat i el reconeixement internacional gràcies a The Muppet Show (1976-1981), que va rebre quatre premis Primetime Emmy i vint nominacions durant els seus cinc anys d'emissió.
Disney va adquirir els Muppets dels Henson el febrer de 2004, fent que els personatges guanyessin major exposició pública que en anys anteriors. Amb Disney, els projectes posteriors van incloure dues pel·lícules: The Muppets (2011) i Muppets Most Wanted (2014); una sèrie de curta durada en horari de màxima audiència (2015-2016); un reboot de Muppet Babies (2018-2022); i la sèrie de televisió en streaming Muppets Now (2020).